# 양궁

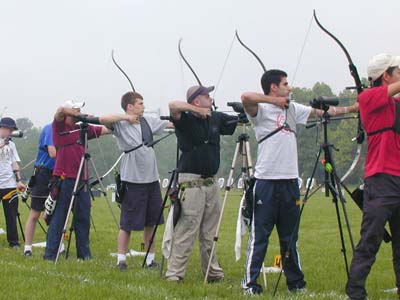
양궁 경기

양궁(洋弓, archery)은 일정한 거리 밖에 있는 과녁이나 표적을 겨냥하여 활을 이용, 화살로 쏘아 맞히는 경기이다. 양궁은 국궁(國弓)과 그 발상의 유래는 비슷하나 전 세계적으로 그 민족의 풍토나 풍습에 따라 사용방법이나 모양에 특징을 가지며, 이를 지중해형·몽골형·해양형 등으로 구분한다.

## 개요
활은 옛날 인류의 중요한 무기였으나 총이 등장하면서 그 가치성을 상실해 버리고 이제는 하나의 스포츠로 이용되고 있다. 일반적으로 궁도(弓道)는 활을 사용하여 정해진 지점에 있는 표적에 정확하게 화살을 쏘아 맞히는 운동이다. 이는 발사까지의 준비 단계가 가장 중요하며, 몸과 마음 모두가 가장 안정된 상태에서 발사해야 한다.
한국의 궁도에는 고유의 활쏘기인 국궁(國弓)과 국제식 활쏘기 경기인 양궁이 있는데 오늘날 국제 무대에서 선수들이 치르는 경기는 양궁이다.

## 역사
선사 시대부터 인류의 무기로서 쓰이던 활이 스포츠에 이용되기 시작한 것은 오래전의 일로, 1538년 영국의 헨리 8세가 처음으로 대회를 열었다. 그 후부터 전유럽에 널리 보급되어 1931년에는 국제 양궁 연맹이 조직되었으며, 1972년 하계 올림픽에서는 정식 종목으로 채택되었다. 대한민국의 양궁 경기는 1950년대 말부터 시작하여 1963년 국제 양궁 연맹에 가입하면서 본격화되었다.

## 경기 시설과 용구

### 경기장
표적을 맞혀 그 득점을 겨루는 경기로서 넓은 그라운드를 이용한다. 30 ~ 90m의 거리에 30 ~ 40개의 표적을 세운 장소, 살막이와 위아래 방향의 위험을 막기 위한 쇠그물, 차양 등을 갖추어야 한다. 원거리용 표적은 지름 122cm, 근거리용은 80cm인데, 5가지 색의 원형으로 되어 있다.

### 기본 기술

#### 선 자세
스퀘어 스탠스, 오픈 스탠스, 클로즈드 스탠스의 세 가지 자세가 있다.
- 스퀘어 스탠스: 사선(shooting line)을 중심으로, 양발 끝이 표적의 중심과 일직선이 되도록 선다. 20 ~ 60 각도로 서고, 양발 간격은 자기의 어깨 너비 정도로 벌린다.
- 오픈 스탠스: 일명 샤만 스탠스라고 하며, 몸을 표적 방향으로 돌려서 뒷발을 한복판의 선보다 앞에 놓고, 앞발 끝이 표적을 향하게 선다.
- 클로즈드 스탠스: 오픈 스탠스와 반대되는 자세로, 발등에 이상이 있는 사람이 주로 사용한다.

#### 양궁 발사 동작의 3요소
양궁의 발사를 위해서는 세 가지 기본요소들이 기본적으로 필요하다. 첫째는 발사 동작이 정확할 것 (정확성,accuarcy)이며, 두 번째는 발사 동작을 재현할 수 있는 것 (재현성, reproduciblity) 이고, 세 번째는 발사 동작을 연속해서 할 수 있는가 (연속성, contiunity)이다.

#### 발사동작의 차례
스탠스와 세트 -> 노킹 -> 세트업과 드로잉 -> 앵커링과 에이밍 -> 릴리스 -> 폴로스루로 이루어진다. 스탠스와 세트는 몸 자세를 똑바로 한다. 노킹은 활에 화살을 끼운 후, 세트업과 드로잉은 정확히 힘이 쏠리지 않도록 당기는 과정이다. 앵커링과 에이밍을 통해 활을 정확하게 고정한다. 릴리스는 마지막 동작으로, 화살을 놓는 다. 폴로 스루는 발사자세를 2~3초 정도 유지하는 행동을 말한다.

#### 양궁 발사동작의 기본 원칙
양손, 양팔 동작은 항상 동시에 시작하여 동시에 끝내야 한다. 또한, 불필요한 동작을 삼가고 동작 간의 거리와 시간을 최소로 하여 효율성을 키운다. 항상 기본자세를 원칙으로 생각하며, 발사의 동작 시간을 일정하게 한다. 발사할 때 장단점을 파악하여 자신감과 반성의 기회를 가진다.

#### 몸 자세
선 자세를 기초로 하여 윗몸을 자연스럽게 하고 허리를 편다. 어깨를 편하게 내리고, 몸의 중심을 허리 중앙에 두며 정신을 집중시킨다.

#### 화살 끼우기
화살의 깃이 활의 안쪽으로 향하도록 시위에 끼운다. 다음에는 끼운 화살을 인지와 중지 사이에 넣고, 인지·중지·약지 세 손가락의 첫마디에 줄을 걸친다.

#### 당기기
당기는 손과 버티는 손의 힘이 한쪽으로 쏠리지 않도록 하며 균등하게 당긴다.

#### 앵커링
활을 당긴 오른손을 턱이나 볼에 대고 정확하게 겨냥하는 것을 말한다.

#### 에이밍
앵커링과 바로 연결된 동작으로, 사람에 따라서는 활과 화살을 들어올릴 때, 에이밍을 해 놓고 당기기를 하는 경우도 있다.

#### 릴리스
발사의 마지막 단계로, 화살을 놓는 동작. 양팔의 힘을 균형 있게 분배하여, 앵커링한 손과 줄을 빨리 분리시킨다.

#### 발사
신체의 중앙으로부터 가슴을 넓게 펴며, 다시 한 번 에이밍을 확인하고 쏜다.

#### 풀 드로
발사 후 자세가 흐트러지면 활에서 화살이 벗어나려 할 때 영향을 미치므로, 발사 자세를 2 ~ 3초간 유지하는 것을 말한다.

## 경기 종목
경기 종목으로는 대개 다음과 같은 것들이 있다.

#### 표적 경기
양궁 종목 중에서 국제연맹이 제일 먼저 공인한 종목이다. 남자는 90m·70m·50m·30m 거리에서 각각 36발씩 모두 144발을 쏜다. 여자는 70m·60m·50m·30m 거리에서 남자와 마찬가지로 쏜다. 단식과 복식으로 나누어지는데, 단식에서는 144발을 쏘고, 복식에서는 계속하여 288발을 쏜다. 득점은 단식을 기준으로 하는 1,440점을 만점으로 하며, 단식과 복식을 따로따로 계산한다.

#### 야외 경기
최장 거리 60m, 최단 거리 6m 되는 곳에 표적을 14개 설치하여, 표적에서 표적으로 옮겨 가며 쏘아 맞히는 경기이다. 넓은 평야나 고원에서 실시한다.

#### 원사
화살을 쏘아 멀리 원거리 기록을 평가하는 경기로서, 누가 가장 먼저 멀리 쏘느냐로 승부를 가리는만큼 가늘고 짧은 화살을 사용한다.

#### 집중 경기
지상에 지름 15m의 원형 표적을 그려 놓고, 남자는 165m, 여자는 125m의 거리에서 36발(180점 만점)을 쏘아, 표적에 물린 숫자로 승부를 가린다.
실내 경기
18m 거리에서 지름 40cm 표적지를 사용하고 한 판에 3발씩 6판 총 18발(180점 만점)을 쏜다.

## 경기 방법 및 규칙
남녀 모두 원거리에서부터 시작되어 근거리에서 마친다. 하나의 표적을 두 사람이 동시에 쏘며, 서 있는 순서에 따라 6회를 되풀이하지만 일정한 시간내에 쏘지 않은 화살은 실격으로 간주된다. 또한, 먼저 쏜 화살을 맞힌 화살은 득점이 되고, 표적을 꿰뚫거나 꿰뚫고 나온 것 또한 득점이 된다. 채점은 화살이 꽂힌 자리의 점수로서 판정되고, 동점일 경우 개인전에서는 득점이 된 적중수가 많은 선수를 승자로 하며, 단체전에서는 최고 득점자가 있는 팀이 우승한다. 점수는 화살 한 발의 최고점수를 10점으로 보고, 표적에서 화살이 점수의 경계선에 맞았을 경우 높은 점수를 인정한다. 경기 방식은 싱글라운드 방식으로 남자와 여자의 부문이 나누어서 경기한다. 남자는 90, 70, 50, 30m 경기하고 (9,7,5,3 경기) 여자는 70,60,50,30m 경기한다. (7,6,5,3) 36발씩 쏴서 경기하며, 1위와 128위, 2위와 127위가 붙는 방식으로 토너먼트를 한다.

#### 2012 런던 올림픽 규칙
개인전: 2012년 런던 올림픽부터는 70m거리 Set System 방식으로 남/녀 모두 5세트 경기를 펼친다.
각 세트당 세발씩 쏘며 세트를 이길 경우 2점, 동점일 경우 1점, 지는 경우 0점을 얻게 된다.
5세트까지 승부가 가려지지 않을 경우 슛오프(Shoot Off) 게임 이 벌어지며 한발씩 쏴서 중앙에서 가장 근접한 사람이 이기게 된다.

#### 2016 리우데자네이루 올림픽 규칙
단체전: 2016년 리우데자네이루 올림픽부터는 70m거리 Set System 방식으로 남/녀 모두 4세트 경기를 펼친다.
각 세트당 세발씩 쏘며 세트를 이길 경우 2점, 동점일 경우 1점, 지는 경우 0점을 얻게 된다.
4세트까지 승부가 가려지지 않을 경우 슛오프(Shoot Off) 게임 이 벌어지며 한발씩 쏴서 중앙에서 가장 근접한 사람이 이기게 된다.

#### 반칙
1. 발사선 이외의 장소에서 활을 당겼을 경우
2. 발사 제한 시간 이후에 발사할 경우
3. 경기중인 선수가 1m 라인 뒤로 돌아오기 전에 다음 선수가 1m 라인을 넘어왔을 때
4. 경기 중 경고를 받은 팀 선수들이 추가 위반을 했을 때
5. 다른 사수의 용구를 허락없이 손에 댔을 때
6. 한 팀에 2명 이상의 임원이 경기장에 동반하거나 진 팀이 경기장을 떠나지 않았을 때

#### 양궁 심판법
1. 심판장 - 1명으로서, 경기의 모든 것을 책임지고 선수들의 안전 확보에 책임을 지는 역할을 한다.
2. 전문위원 - 심판장의 지시에 따라 활동하며, 사수의 용구를 점검하고 모든 규칙에 따라 경기가 움직이고 있는가를 판단한다. 경기와 득점기록에 대한 질의와 문의도 이 전문의원이 해결한다.
3. 기록원 - 선수들의 점수를 기록하며, 채점하기 곤란한 화살이 있을 때에는 빨간색 기를 올려 전문위원에게 판정을 요청한다.

## 양궁 단체
- 대한양궁협회

## 양궁장
- 태릉선수촌 양궁훈련장 - 서울 노원구
- 강서체육공원 양궁경기장 - 부산 강서구
- 상리양궁장 - 대구광역시 서구
- 앞산양궁훈련장 - 대구광역시 남구
- 인천시립양궁장 - 인천광역시 남구
- 계양아시아드양궁장 - 인천광역시 계양구
- 광주국제양궁장 - 광주광역시 서구
- 월평양궁장 - 대전광역시 서구
- 울산문수국제양궁장 - 울산광역시 남구
- 수원시 양궁장 - 경기도 수원시
- 성남시 양궁장 - 경기도 성남시
- 안양 양궁경기장 - 경기도 안양시
- 여주시청양궁장 - 경기도 여주시
- 원주양궁장 - 강원특별자치도 원주시
- 원주 양궁연습장 - 강원특별자치도 원주시
- 김수녕 기념 양궁장 - 충청북도 청주시
- 청원양궁장 - 충청북도 청주시
- 김형탁양궁훈련원 - 충청북도 괴산군
- 전북특별자치도 양궁(훈련)장 - 전북특별자치도 완주군
- 순천양궁연습장 - 전라남도 순천시
- 예천 진호 국제양궁장 - 경상북도 예천군
- 영학정 - 서울 양천구
- 대구시 앞산양궁장 - 대구 남구 (관덕정 옆)
- 대한양궁협회 홈페이지 참고 - https://www.archery.or.kr/archer/archer/information.do

## 세계 랭킹
- 2021년 1월 기준

### 리커브 남자
| 순위 | 국가                |
| ---- | ------------------- |
| 1    | 대한민국            |
| 2    | 중국                |
| 3    | 대만                |
| 4    | 터키                |
| 5    | 미국                |
| 6    | 네덜란드            |
| 7    | 호주                |
| 8    | 인도                |
| 9    | 우크라이나          |
| 10   | 이탈리아            |
| 86   | 버진 제도 외 16개국 |

### 리커브 여자
| 순위 | 국가                |
| ---- | ------------------- |
| 1    | 대한민국            |
| 2    | 대만                |
| 3    | 이탈리아            |
| 4    | 중국                |
| 5    | 러시아              |
| 6    | 독일                |
| 7    | 영국                |
| 8    | 스페인              |
| 9    | 멕시코              |
| 10   | 벨라루스            |
| 69   | 아이슬란드 외 6개국 |

### 컴파운드 남자
| 순위 | 국가               |
| ---- | ------------------ |
| 1    | 대한민국           |
| 2    | 터키               |
| 3    | 미국               |
| 4    | 덴마크             |
| 5    | 프랑스             |
| 6    | 네덜란드           |
| 7    | 인도               |
| 8    | 이탈리아           |
| 9    | 러시아             |
| 10   | 대만               |
| 68   | 페로 제도 외 7개국 |

### 컴파운드 여자
| 순위 | 국가                       |
| ---- | -------------------------- |
| 1    | 대한민국                   |
| 2    | 대만                       |
| 3    | 터키                       |
| 4    | 인도                       |
| 5    | 남아프리카 공화국          |
| 6    | 러시아                     |
| 7    | 영국                       |
| 8    | 콜롬비아                   |
| 9    | 네덜란드                   |
| 10   | 독일                       |
| 51   | 모로코, 네팔, 칠레, 브라질 |

### 리커브 혼합 단체
| 순위 | 국가               |
| ---- | ------------------ |
| 1    | 대한민국           |
| 2    | 대만               |
| 3    | 이탈리아           |
| 4    | 터키               |
| 5    | 스페인             |
| 6    | 러시아             |
| 7    | 미국               |
| 8    | 일본               |
| 9    | 중국               |
| 10   | 네덜란드           |
| 97   | 파키스탄 외 11개국 |

### 컴파운드 혼합 단체
| 순위 | 국가              |
| ---- | ----------------- |
| 1    | 대한민국          |
| 2    | 미국              |
| 3    | 프랑스            |
| 4    | 덴마크            |
| 5    | 대만              |
| 6    | 러시아            |
| 7    | 콜롬비아          |
| 8    | 터키              |
| 9    | 영국              |
| 10   | 이탈리아          |
| 69   | 나미비아 외 6개국 |

## 같이 보기
- 세계 양궁 연맹
- 활
- 화살